# 進来廉
進来 廉（すずき れん、1926年 - 2009年5月4日）は、日本の建築家。IAAプロフェッサー。国際建築家連合副会長（UIA）などを歴任。フランスに渡りル・コルビュジエのアトリエに学んだ最後の日本人建築家。その後もジャン・プルーヴェやシャルロット・ペリアンといったフランス人建築家に師事。ペリアンとは協働して作品を残す。玄・ベルトー・進来は実子。
1950年、東京大学工学部建築学科を卒業し、前川國男建築設計事務所に勤務。前川國男の下で神奈川県立図書館・音楽堂、下関市庁舎の設計に携わる。
1955年からフランスに滞在し、ル・コルビュジエの下で修行。その後コルビュジェの紹介によりジョルジュ・キャンディリスのアトリエで働く。つぎにジャン・プルーヴェの下でフランス文部省学校体育館、アルプススキー場コンペティション案などを手伝う。その後シャルロット・ペリアンに師事。
1963年、日本に帰国。1964年、レン設計事務所（連建築設計事務所）を設立、真島松太と協働。1964年-1966年、東京大学工学部建築学科講師。1964年-1971年、横浜国立大学大学院工学研究科建築学専攻・工学部建築学科講師。1966年-1979年まで、東京電機大学建築学科教授就任。
主な作品に、エールフランス社各支店（ロンドン、パリ、東京支社、大阪支店）インテリアデザイン（シャルロット・ペリアンと共同）、日本建築家協会建築家会館、横浜大通り公園、パリ在仏日本大使館大使官邸改装（シャルロット・ペリアンと共同）、ヒルトップ熱川、並木第2小学校、N氏邸、K+H氏邸、EXPO'70ワコール・リッカーミシン館、勅使河原蒼風「国際現代芸術展」（パリ、グラン・パレで開催）会場、ほか。